# Съмнър
Съмнър (на английски: Sumner) е град в окръг Пиърс, щата Вашингтон, САЩ. Съмнър е с население от 8504 жители (2000) и обща площ от 17,4 km². Намира се на 23 m надморска височина. ЗИП кодът му е 98352, 98390, а телефонният му код е 253.